# Paso Shanhai
El paso Shanhai (chino simplificado: 山海关; chino tradicional: 山海關), también conocido como Shanhaiguan, es uno de los principales pasos en la Gran Muralla China. Fue denominado durante la dinastía Ming como el «primer paso en la Tierra». Se trata de la sección más oriental de la muralla, atraviesa las montañas Yan y alcanza el mar Amarillo a nivel de la bahía de Bohai. En 1987, la Unesco lo declaró Patrimonio de la Humanidad como parte de La Gran Muralla.
Se ubica en Qinhuangdao, en la provincia de Hebei (República Popular China). En 1381, durante la dinastía Ming, se inició la construcción de fortificaciones en el paso para impedir el avance de mongoles y manchúes. En ese periodo, el paso Shanhai se convirtió en el más fortificado de la Gran Muralla. La muralla alcanzó una altura de catorce metros.
En el área costera del Shanhaiguan, la muralla se extendía seis kilómetros y medio, tenía seis metros de alto y tres de ancho. Además, estaba hecha de ladrillos y tierra apisonada. En 1644, tuvo lugar la batalla del paso Shanhai, donde el general Wu Sangui, aliado con los manchúes, derrotó a Li Zicheng, que llevó al establecimiento de la dinastía Qing. En 1961, se convirtió en patrimonio histórico protegido por el gobierno chino.